# 157194 Saddlemyer
157194 Saddlemyer è un asteroide della fascia principale. Scoperto nel 2004, presenta un'orbita caratterizzata da un semiasse maggiore pari a 2,6061739 UA e da un'eccentricità di 0,0420096, inclinata di 5,13529° rispetto all'eclittica.